# Wilbur begår selvmord
Wilbur begår selvmord (originaltitel Wilbur Wants to Kill Himself) er en dansk-skotsk film fra 2002. Filmen er skrevet af Anders Thomas Jensen og Lone Scherfig, der også har instrueret.
Mads Mikkelsen er den eneste danske skuespiller, der medvirker i filmen.

## Handling
Tekst mangler, hjælp os med at skrive teksten

## Medvirkende
- Jamie Sives - Wilbur
- Adrian Rawlins - Harbour
- Shirley Henderson - Alice
- Lisa McKinley - Mary
- Mads Mikkelsen - Horst
- Julia Davis - Moira
- Susan Vidler - Sophie
- Coral Preston - Jenny
- Jonah Burgess - Steve